# Ada Unsgaard
Ada Maria Gabriella Unsgaard, född Johansson 21 september 1893 i Hakarp, Småland, död 31 juli 1969 i Jönköping, var en svensk sjuksköterska och missionär verksam inom Svenska Missionsförbundets (SMF) kongomission i dåvarande Franska Kongo.

## Biografi
Ada Unsgaard gick 1915–1916 en elevkurs vid länslasarettet i Södertälje och avlade sjuksköterskeexamen 1919 vid Sabbatsbergs sjukhus i Stockholm. Efter att ha genomgått Svenska Missionsförbundets missionsskola 1920–1922 och språkstudier i Frankrike 1922–1923 verkade hon som missionär i Kongo fram till 1958 då hon gick i pension. Hon gick 1928 en laboratoriekurs vid Sankt Eriks sjukhus i Stockholm och samma år en kurs i tropiska sjukdomar vid Pasteurinstitutet i Brazzaville.

## Familj
Ada Unsgaard var dotter till fabriksarbetare Carl Anders Johansson (1855–1930) och Helena Charlotta Carlsdotter (1851–1906). Hon gifte sig 1924 med missionären Arvid Unsgaard (1893–1956) och de fick barnen Bertil, Anna-Britta och Åke.